# 馬之瑛
馬之瑛，字倩若，號正誼，直隸桐城縣（今安徽桐城市）人。明末清初政治人物、詩人。

## 生平
崇禎十二年（1639年）己卯科應天鄉試舉人，崇禎十三年（1640年）聯捷進士，授廣東陽江縣知縣。明亡仕清，顺治十八年（1661年）授山東定陶縣知縣。康熙八年（1669年）升兵部督捕主事，未履任即病卒。

## 著作
工詩，有《秫莊集》。《晚晴簃诗汇》收其诗作。
- 金陵懷古

建章宮樹晚淒淒，木末亭前積甲齊。
狎客詩成新綺閣，相公吏散舊沙隄。
晉人遺事多江左，李氏家聲墜隴西。
冷落狹斜諸女伴，採蓮不敢到青谿。